# Kosz dziobowy

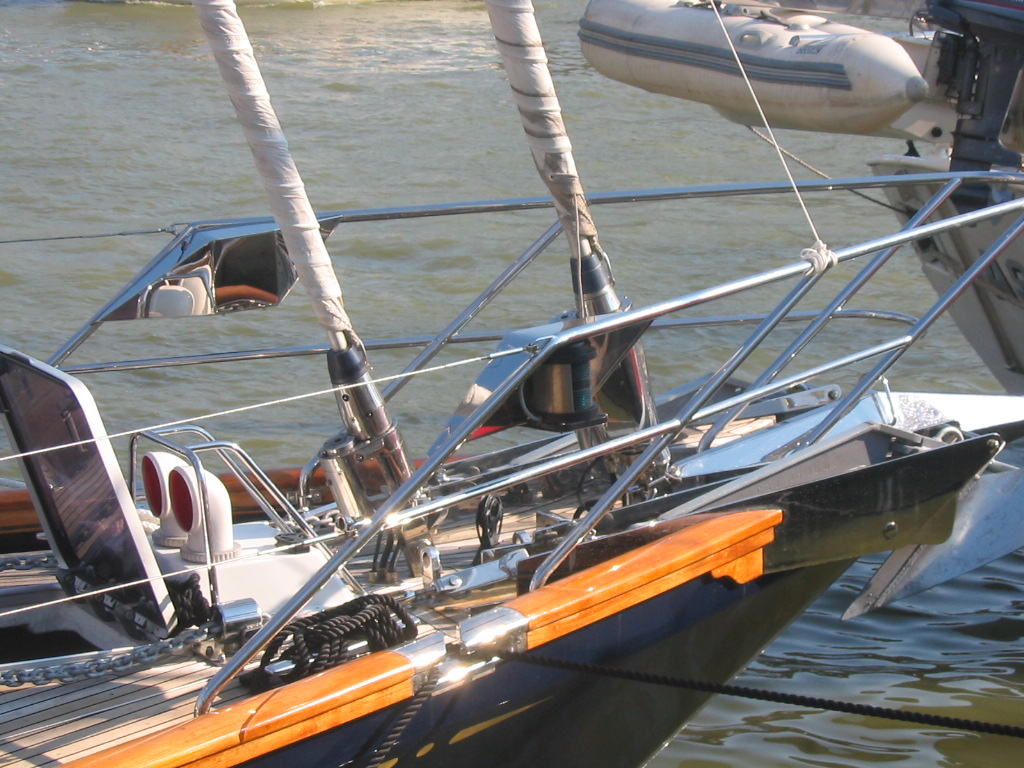
Kosz dziobowy jachtu

Kosz dziobowy – barierka z rur zamocowana na dziobie jednostki pływającej, chroniąca załogę bądź większe przedmioty przed wypadnięciem za burtę. Rury wykonane są z materiałów odpornych na działanie wody morskiej (np. stali nierdzewnej). Kosz dziobowy może być jednolity lub dzielony, zapewniający miejsce dla żagla, którego lik dolny poprowadzony jest blisko pokładu. Do kosza dziobowego często są mocowane linki sztormrelingu.